# Intxitxu
Intxitxu ou intxisu est un être, un Irelu de la mythologie basque vivant dans des endroits abandonnés ou des grottes.
C'est le personnage principal du carnaval d'Oiartzun.

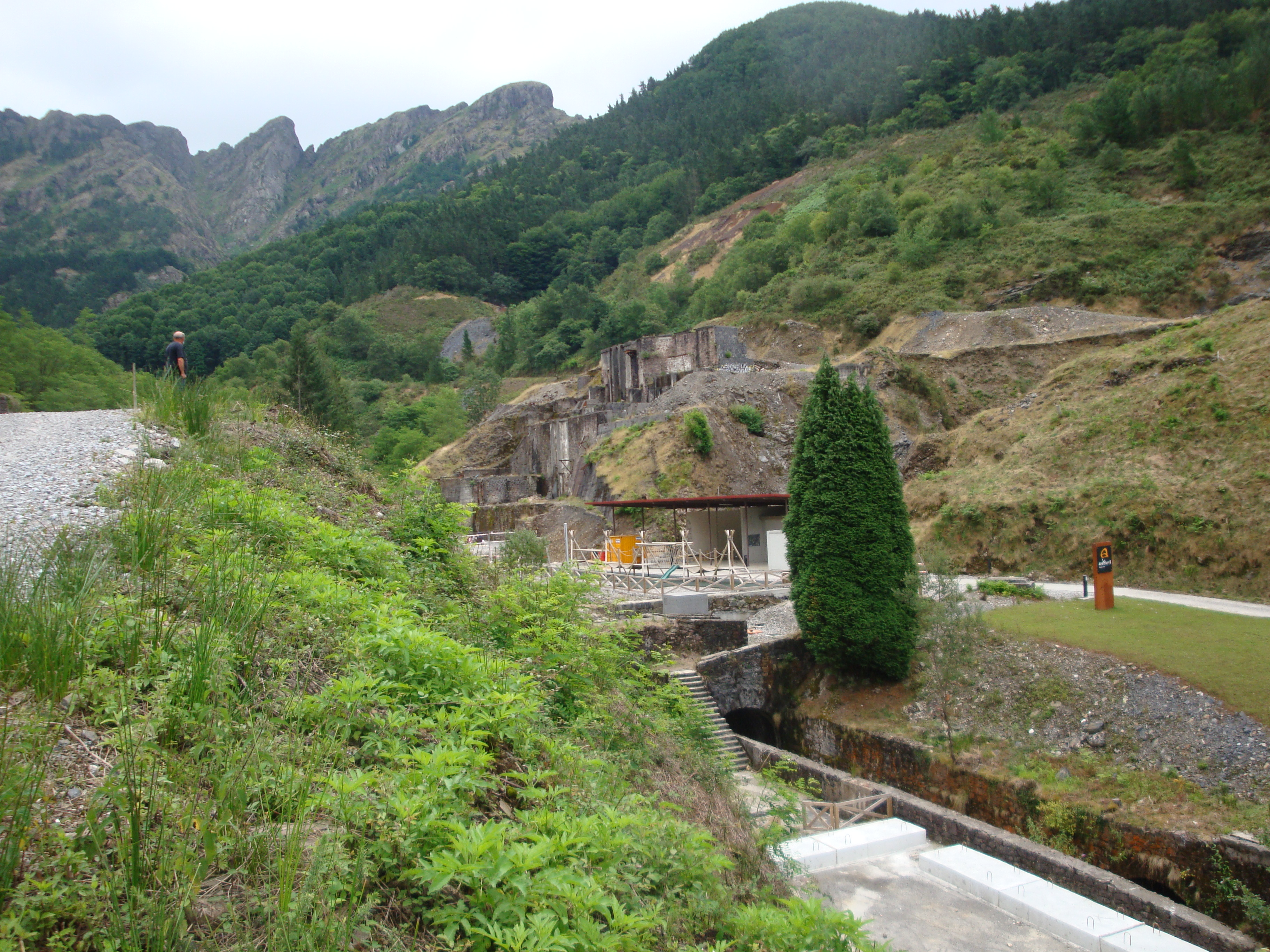
Ancien site minier d'Arditurri à Oiartzun.

## Étymologie
Il apparait sous divers noms intxisu, intxiso, intxixu, intxitsua, intxusi, itxiso, tous dans une variante du dialecte guipuzcoan.
Intxisu signifie en basque « sorcier, magicien, devin ». Intxixu batek esan ... est une expression qui signifie « un petit oiseau m'a dit ... ».
Selon l'Académie de la langue basque, Intxitxu vient du mot espagnol hechizo, ou d'une variante asturienne populaire henchizo qui signifie dans un sens littéral et figuré  « envoûtement ».

## Légendes
Parfois les Intxixuak ou intzizuak sont des entités secondaires et liés à plusieurs qualificatifs ou autres génies, ce qui rend complexe leur approche. Ils sont aussi apparentés parfois à une sorgiñ, à une lamiñ, à un être malicieux, à des garçons de fées qui ont creusé les entrailles de la montagne et leur ont fait de beaux endroits et des palais.
Dans la région d'Ataun, on dit qu'il s'agit d'un sorcier. Pour certains si Sorgina est la femme, alors Intxixu est l'homme.
À Oiartzun, ce nom sert à désigner certains êtres légendaires qui vécurent dans les grottes d'Arditurri et qui, selon la croyance populaire, sont des génies à qui l'on attribue la construction de cromlechs dans les montagnes de ce village, et le lieu où ils furent enterrés. Dans certains endroits, les cromlechs sont appelés Mairubaratzak (« jardins des Mairu »).
Selon Antonio Bengoechea, le gobelin et le fantôme occupent une partie de la littérature orale basque étudiée par Azkue, Barandiaran et d'autres. L'un des plus remarquables est l'intxisu, être énigmatique, puisqu'il est associé aux cromlechs, qui deviennent pour eux des lieux de rencontre et même de sépulture. On ne sait pas si le nom intxisu est lié au nom de la noix, « intxa-ur » ou « noisette des Intxi », tout comme mairubaba ou « haricot de Mairu ».